# Grant Jerrett
Grant Alexander Jerrett (La Verne, 8 luglio 1993) è un cestista statunitense.

## Carriera

### NCAA
Jerrett trascorre una sola stagione con gli Arizona Wildcats chiudendo con 5 punti ed oltre 3,5 rimbalzi di media.

### NBA
Il 27 giugno 2013 è stato chiamato nel Draft NBA dai Portland Trail Blazers con la 40ª scelta assoluta ma viene subito ceduto agli Oklahoma City Thunder.

## Palmarès
- McDonald's All-American Game (2012)
- All-NBDL All-Rookie Second Team (2014)